# Lluís Meléndez Gardeñas
Lluís Meléndez Gardeñas (Barcelona, 28 de maig de 1900 – Barcelona, 3 de març de 1971) fou un atleta especialitzat en marxa, entrenador, periodista i directiu català.
Fou un dels primers grans marxadors catalans, primer campió de Catalunya i d'Espanya de l'especialitat. En total guanyà tres campionats de Catalunya i dos d'Espanya, en proves de 3 i 5 km. Entre el 1919 i el 1924 restà imbatut en les competicions estatals i posseí tots els rècords d'Espanya i de Catalunya en les curses que anaven des del quilòmetre fins en els 20 km. Participà als Jocs Olímpics d'Anvers de 1920 en 10.000 metres marxa.
Va pertànyer a les seccions d'atletisme del RCD Espanyol i del FC Barcelona, de les quals fou un gran impulsor. A més, fundà el Catalunya Atlètic Club (1917), i l'Agrupació Atlètica Excursionista (1919).
Un cop retirat fou entrenador d'homes com Guerau Garcia i seleccionador català i espanyol. També destacà en la faceta de periodista a nombroses publicacions: La Jornada Deportiva (1921-1925); fundador de la revista Sports (1923-1924); El Mundo Deportivo (1918-1968), Sport Català, Grafic-Sport, La Voz Deportiva, Vida Deportiva, El Noticiero Universal i Dicen.

## Palmarès
Campió de Catalunya
- 3 km marxa: 1918
- 5 km marxa: 1920, 1923

Campió Espanya
- 5 km marxa: 1919, 1923